# Балеарские острова

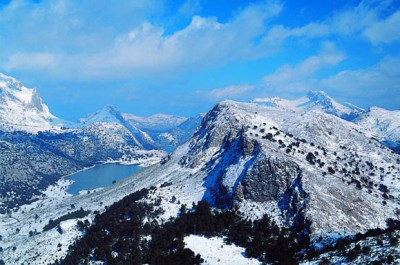
Вид на горный хребет Сьерра-де-Трамонтана, Мальорка

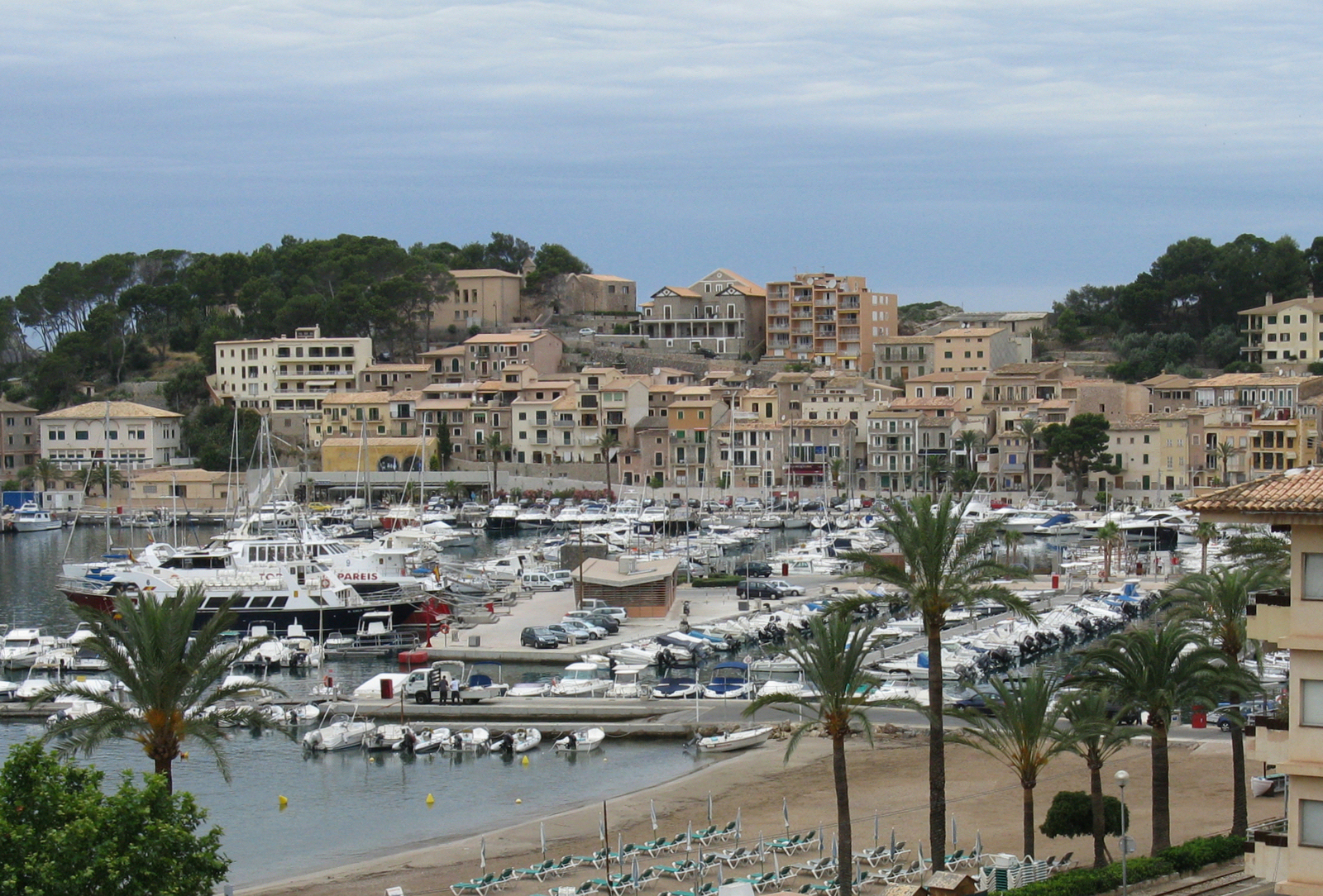
Порт-де-Сольер на северо-западе Мальорки

Балеа́рские острова́ (исп. Islas Baleares, кат. Illes Balears) — архипелаг в Испании на западе Средиземного моря, рядом с восточным берегом Пиренейского полуострова.
Четыре самых крупных острова — Мальорка, Менорка, Ивиса и Форментера. Архипелаг является автономным сообществом и провинцией Испании со столицей в Пальме. Официальные языки на Балеарских островах — каталанский и испанский. На настоящий момент автономный устав гласит, что балеарцы являются одним из народов Испании.
Численность населения в 2019 году составила 1 149 460 человек, из них мужчин — 572 757, женщин — 576 703.

## Этимология
Официальное название Балеарских островов на каталанском Illes Balears, на испанском — Islas Baleares. Название «Балеарский» уходит корнями в греческий (др.-греч. Γυμνησίαι и Βαλλιαρεῖς). На латинском языке — лат. Beleares.
Существуют различные теории о происхождении двух древних греческих названий островов — Гимнесии и Балеарес.
Согласно Ликофрону, в поэме Александра, острова носили название Гимнесии (от др.-греч. γυμνός — «голый»), потому что его обитатели обычно ходили голыми, возможно, из-за благоприятного климата.
Греческие и итальянские писатели в основном брали название Балеарес из-за умения местных жителей строить корабли (др.-греч. βάλλω — «спускать на воду»), хотя Страбон считал, что у названия финикийские корни. Он заметил, что оно было финикийским эквивалентом слабо вооруженных греческих солдат, которых называли гимнетами др.-греч. γυμνῆται
Корень бал указывает на финикийские корни; возможно, на островах поклонялись финикийскому богу Баалу, и случайное сходство с греческим словом βάλλω Страбон связал с занятием людей, и достаточно убедительно обосновал, что греки обычно ассимилировали слова в свой родной язык. Одно можно сказать точно: общее древнегреческое название островов было не Βαλεαρεῖς, которое использовали аборигены, карфагеняне и римляне, а Γυμνησίαι Есть ещё более поздняя, третья версия, что название происходит от легкой экипировки балеарских войск — гимнетов (др.-греч. γυμνῆται).

## География и гидрография

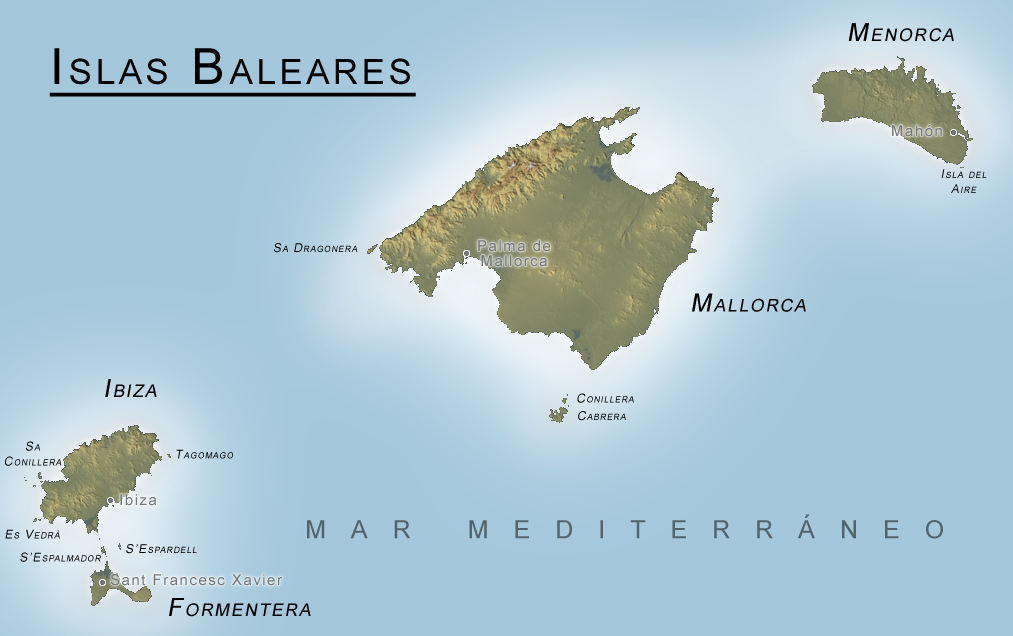
Карта Балеарских островов

Главными островами автономии являются Мальорка, Менорка, Ивиса и Форментера. В число маленьких островов входит Кабрера, где находится Национальный парк архипелага Кабрера.
Архипелаг сформирован двумя группами островов и многочисленными островками. В состав Гимнезий (Illes Gimnèsies) входят Мальорка, Менорка и Кабрера, а Ибиса и Форментера относятся к Питиузским островам (Illes Pitiüses на каталанском). Рядом с большими островами находится много маленьких: Эс-Конийс, Эс-Ведра, Са-Конийера, Драгонера, Эспальмадор, Эсэспардей, Сэс-Бледэс.
Рельеф островов архипелага, за исключением Менорки, достаточно разнообразный, равнины чередуются с возвышенностями и небольшими ущельями. На Мальорке расположены две горных цепи, каждая протяженностью примерно 70 км: Сьерра-де-Трамонтана находится на северо-западе, а Сьерра-де-Леванте на востоке.
Главные вершины Сьерра-де-Трамонтана: Пуч-Мажор — 1445 м, Массанелья — 1364 м, Пуч-Томир — 1102 м, Пуч-де-л’Офре — 1090 м, Пуч-д’эс-Теш — 1064 м и Пуч-де-Галатсо — 1027 м. На Сьерра-де-Леванте основные вершины — Пуч-де-Морель (562 м), Бек-де-Феррукс (519 м) и Пуч-де-Сант-Сальвадор (510 м). В центре острова расположена плодородная центральная равнина — Эль-Пла. К востоку от неё, в заливе Пальма, находится столица острова — Пальма. Балеарские острова расположены в Средиземном море между Европой и Африкой. Таким образом, климат архипелага отличается достаточно комфортными средними температурами и неравномерным распределением осадков по сезонам. Самый жаркий и сухой период — лето. Почти половина годовой нормы осадков (40 %) выпадает обычно с сентября по ноябрь, четверть — весной и зимой. На лето остается только 10 % влаги (июнь — август). Дожди в основном ливневые: непродолжительные, но сильные. Среднегодовая температура на островах, за исключением высокогорных районов Мальорки, составляет 16—18 °C. Средние дневные температуры летом колеблются в пределах 29—31 °C, в то время как средние ночные зимой находятся в районе 5—9 °C.

## История

### Доисторический период
Достоверно неизвестно, когда и как появились первые жители на этих островах. Но согласно писаниям Ликофрона, греческого поэта и комика, эти острова были обнаружены впервые беотийцами, они здесь и поселились и назвали островитян гимнезами из-за того, что они ходили голыми, другая легенда гласит, что после Троянской войны эти острова были колонизированы с Родоса. Есть теория, что первые жители гуляли обнаженные по острову до тех пор, пока финикийцы не привезли на остров первую одежду, после чего они стали раздеваться только летом.
В древние времена островитяне гимнесийских островов построили талайоты и славились умением обращения с пращой. За счёт этого они служили наёмниками, сначала у карфагенян, потом у римлян. Они шли на битву без оружия, только с маленьким щитом, иногда с горящими копьями, а в некоторых случаях с кинжалами; но их идеальным оружием были пращи, каждый носил по три, обвязав вокруг головы (или, из других источников, один вокруг головы, второй вокруг тела, третий вокруг руки). Для разных камней пращи были разной длины; самый большой бросали с силой катапульты, при этом редко промахивались. Их с детства учили для того, чтобы стать наемниками.
Финикийцы завладели их островами в очень далекие времена; самая большая колонизация сохранилась в городе Маго (Мао на Менорке). После падения Карфагена острова фактически оказались независимыми. Вопреки военной славе, народ был очень спокойным и мирным. Римляне, однако, легко нашли предлог для того, чтобы обвинить их в соучастии со средиземноморскими пиратами, и они были завоеваны в 123-122 годах до нашей эры Квинтом Цецилием Метеллом Балеарским. На самом большом острове Метелл основал колонию из 3000 римлян и построил города Пальма-де-Мальорка и Полленция. Острова принадлежали Римской империи, где они возвели Картаго Нова (сейчас Картахена), в провинции Тарраконской Испании, из которой они сформировали четвертую область при правительстве префекта. Позже их сделали отдельной провинцией под названием Испанская Балеарика, возможно, под управлением Константина.

### Крах Рима и Начало Исламской эры

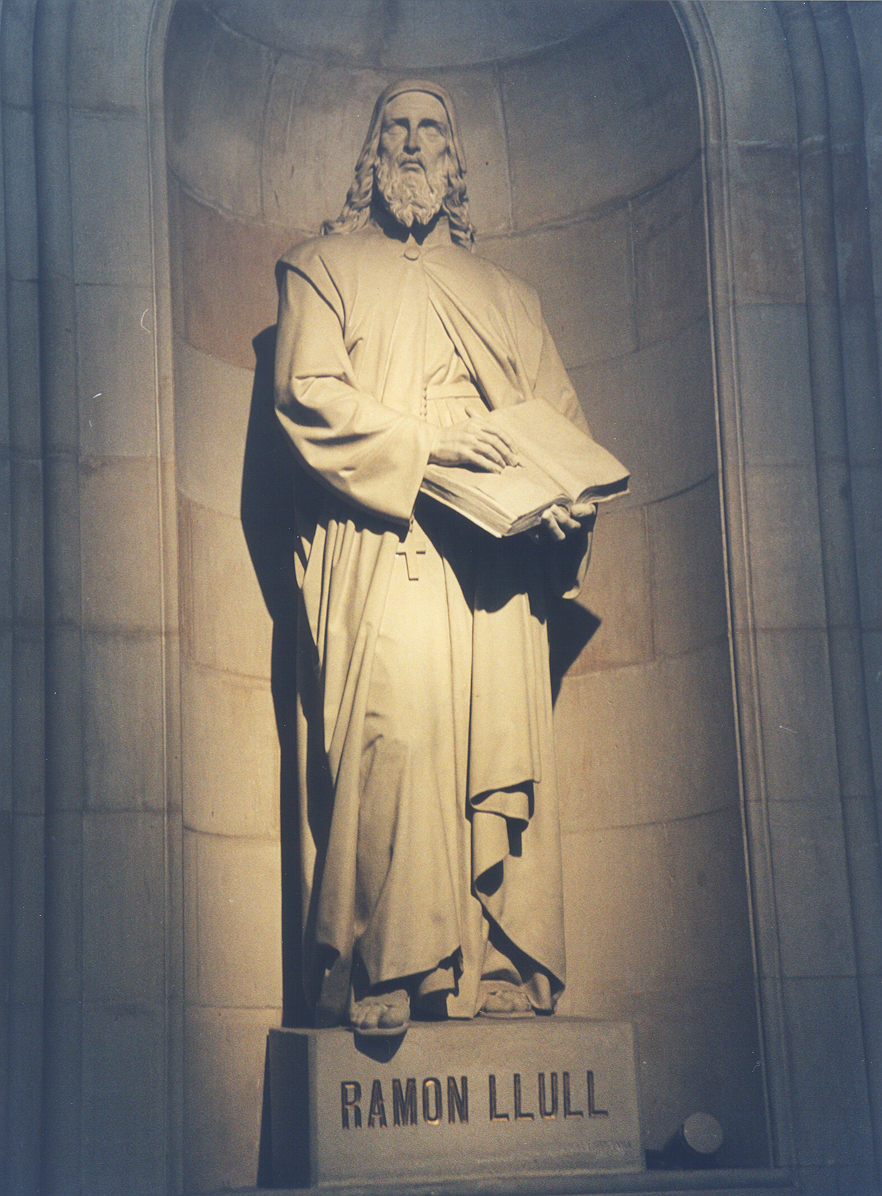
Раймунд Луллий

Вандалы под предводительством Гейзериха завоевали острова между 461 и 468 годами н. э. во время войны за Римскую империю. Однако в конце 533 — начале 534 года, после Битвы при Дециме, войска Велисария захватили острова для Византийской империи. Власть империи стремительно уменьшилась в западной части Средиземноморья после захвата Карфагена и Экзархата Африки Омейядским халифатом в 698 году. В 707 году острова подчинились на выгодных условиях халифату Омейядов, что позволило жителям сохранить их традиции и религию, а также высокий уровень автономии. Формально острова были одновременно под властью Византии и Омейядов, но фактически сохраняли независимость. Процветающие острова были полностью ограблены шведским королём викингов Бьёрном Железнобоким и его братом Эйстейном во время средиземноморского набега в 859—862 гг.
Широкое использование островов пиратами в качестве базы спровоцировало их захват в 902 году Кордовским эмиратом, которому они стали принадлежать. Однако Кордовский эмират в начале XI века распался вследствие гражданской войны на маленькие эмираты под названием тайфа. Муджахид аль-Сиклаби, правитель Тайфы Дении захватил острова в 1015 году и использовал их как базу для экспедиций против Сардинии и Пизы. В 1050 году правитель островов Абд Аллахибн Аглаб поднял восстание и упрочил независимость Тайфы Майорки.

### Крестовый поход против Балеарских островов

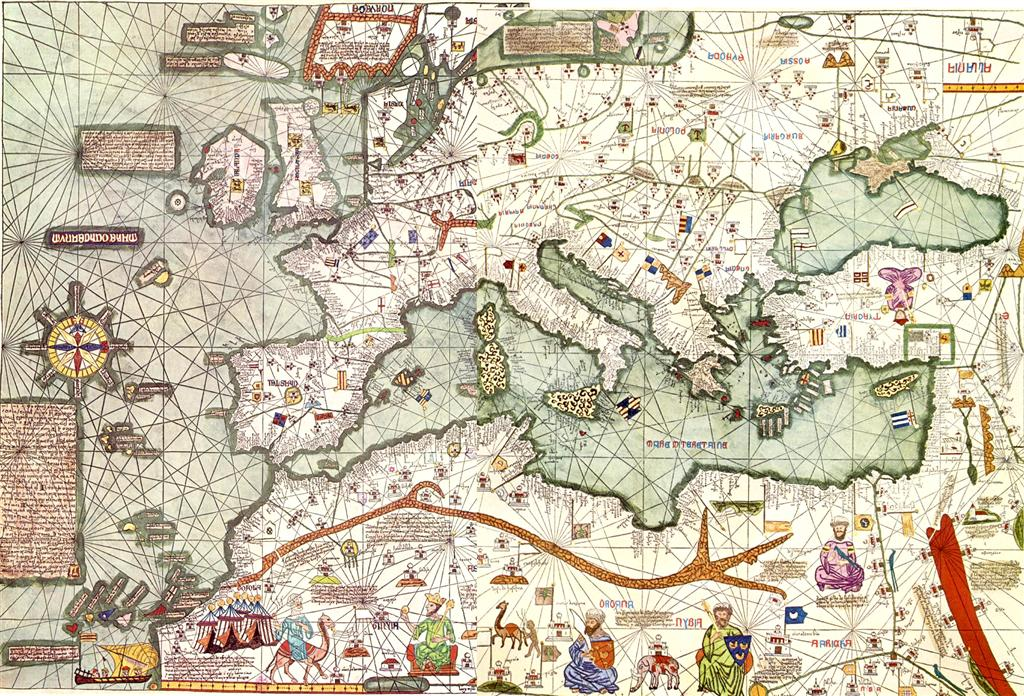
Каталанский атлас, созданный сефардом Авраамом Крескесом

Несколько веков балеарские мореплаватели и пираты были владельцами западного Средиземноморья. Но расширение влияния итальянских приморских республик и переход господства на Пиренейском полуострове от мусульманских к христианским странам оставили острова уязвимыми. В 1113 году начался крестовый поход. Экспедиция состояла из 420 кораблей под предводительством Уго да Парласьо Эбриако и архиепарха Педро Морикони из Пизанской республики, огромной армии и личного посла Папы Пасхалия II. Вдобавок к пизанцам (которым Папа пообещал, что они получат сюзеренитет над островами), к экспедиции присоединились войска из итальянских городов Флоренция, Лукка, Пистоя, Рим, Сиена, Вольтерра из Сардинии, Корсика, каталанские войска под предводительством Рамона Беренгера, Уго II, Рамона де Кардона из Испании и окситанские войска под предводительством Гийома V де Монпелье, Эмери II Нарбоннского и Раймонда I де Бо из Франции. Крестоносцам оказали существенную поддержку Константин I Логудорский и его коммуна Порто-Торрес.
Крестоносцы захватили Пальму в 1115 году и острова в целом, покончив с их ролью мощной морской державы, но потом отступили. Затем в течение года разоренные Балеарские острова были покорены берберскими альморавидами с агрессивным и ревностным подходом к религии, существенно отличавшимся от прошлой истории Балеар как толерантного убежища под властью Кордовы и таифы. Альморавиды были подчинены и низложены в Северной Африке и на Пиренейском полуострове своими соперниками альмохадами из Маракеша в 1147 году. Мухамед ибн Гания, один из представителей альморавидов, нашел убежище в Пальме и основал там столицу. Его династия Бану Гания искала союзников в попытке восстановить своё королевство Альмохад, вследствие чего Генуя и Пиза получили свои первые торговые уступки на островах. В 1184 году была отправлена экспедиция, чтобы отвоевать обратно Ифрикию (прибрежная область сегодняшнего Туниса, восточная часть Алжира и западная часть Ливии), но она была безуспешна. Опасаясь репрессий, жители Балеарских островов подняли восстание против альморавидов и в 1187 году приняли альмохадский сюзеренитет. Последним вали Балеарских островов был Абу Яхья ат-Тинмалали.

#### Реконкиста

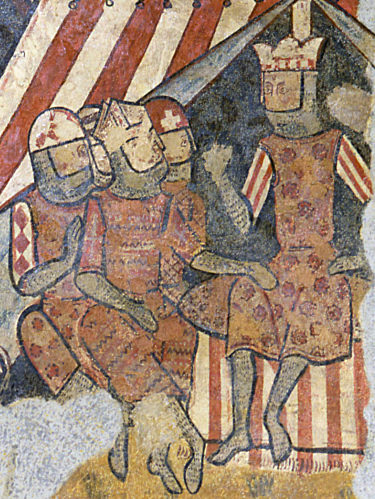
Король Хайме I (справа) во время завоевания Майорки в 1229 году

В конце 1229 года король Арагона Хайме I захватил Пальму после трех месяцев осады. Оставшаяся часть Майорки окончательно была покорена в 1232 году. Правитель Менорки сдался и подписал 17 июня 1231 года Капдеперский договор, по которому обязался выплачивать дань христианскому королю Майорки. Ивиса была завоевана в 1235 году. В 1236 году Хайме уступил большую часть островов Педро I в обмен на Уржель, который он включил в состав своего королевства. Педро управлял из Пальмы, но после его смерти в 1258 году у него не осталось наследников, и острова вернулись по условиям договора Арагонской короне.
Хайме умер в 1276 году, и его земли были разделены между сыновьями по его завещанию. Завещание было таково: создать Королевство Майорки из Балеарских островов и графства Руссийон или Монпелье, которые достались его сыну Хайме II. Однако условия завещания предписывали, что новое королевство будет подчиняться Королевству Арагон, которое осталось в наследство его старшему брату Педро. Из-за нежелания быть зависимым Хайме присоединился к войскам Папы Мартина IV и Филиппу III Смелому против брата в Арагонском крестовом походе, который закончился 10-летней оккупацией Арагона, во время которой Альфонс III Арагонский завоевал мусульманскую Менорку в 1287 году. В 1295 году по Договору Ананьи острова вернулись Хайме Майоркскому. Натянутые отношения между королевствами продолжались поколениями, пока вторгшаяся армия Педро IV, внука Педро, не убила внука Хайме, Хайме III, в 1349 году в битве при Льюкмажоре. В дальнейшем Балеарские острова присоединились напрямую к Королевству Арагон.

### Новое и новейшее время
В 1476 году Фердинанд II (король Арагона) и Изабелла I (королева Кастилии) поженились. После смерти обоих их внук Император Карл V объединил их территории (потом они снова разделились). С этого периода началась история современной Испании. Несмотря на то, что у государств были разные уставы, внутри объединенного королевства сохранились их индивидуальные исторические законы и привилегии.
Балеарские острова часто атаковали берберские пираты из Северной Африки; Форментеру даже на время покинули жители. В 1514, 1515 и 1521 годах на берега Балеарских островов и испанского острова вторглись турецкие каперы под командованием османского адмирала Хайр-ад-Дина Барбароссы.
Остров Менорка был британской колонией практически весь XVIII век из-за Утрехтского договора 1713 года. Остров сдался после осады французскими войсками под предводительством Луи Ришельё в июне 1756 года и был оккупирован ими на весь срок Семилетней войны.
Британия отвоевала остров после окончания войны, но их военные силы были заняты также войной за независимость США. Оставленные без помощи, они пали перед франко-испанскими войсками после семимесячной осады (1781). Испания вернула их себе по договору Парижского мира в 1783 году. Однако во время революционных войн, когда Испания стала союзницей Франции, они перешли в руки Франции.
Менорка вернулась во власть Испании по Амьенскому миру, британская оккупация длилась с 1798 по 1802 год. Последующее нахождение британских морских войск, однако, не дало французам захватить Балеарские острова во время наполеоновских войн.

## Языки
Официальными языками являются испанский и каталанский. Каталанский называют «llengua pròpia», буквально «родной язык». Обычно все жители острова легко разговаривают на испанском. В 2003 74,6 % жителей острова также разговаривали на каталанском, а 93,1 % понимают его. Другие языки, такие как английский, немецкий и итальянский тоже часто употребляются в народе, особенно теми, кто работает в туристической индустрии.

## Административное деление

Административная карта Балеарских островов

Каждым из четырёх главных островов управляет так называемый островной совет (consell insular). Эти четыре совета образуют административное деление первого уровня в автономном сообществе (и провинции) Балеарских островов.
До административной реформы в 1977 г. советы Ивисы и Форментеры были единым целым.
Вторым уровнем является деление на шесть районов (комарок) — шесть на Мальорке и по одному на других островах. Районы, в свою очередь, разделены на муниципалитеты (на Форментере существует только один муниципалитет).
Морские и земные природные ресурсы на Балеарских островах не принадлежат муниципалитетам, а управляются соответствующими островными советами.
Муниципалитеты подразделяются на гражданские округа (parroquias).
Однако у этих последних уровней подразделения муниципалитета нет своей местной администрации: в большинстве случаев они являются экономическими единицами для сельскохозяйственных работ (и, следовательно, относятся к местным показателям для строительства и урбанизации) и базовое пространство для семей (они относятся к популяции острова и их земли/дома), которое числится в статистике. Раньше эти структуры использовались для защитных целей и были больше привязаны к местной католической церкви и приходам (в особенности после реконкисты).
| Островной совет (официальное название на каталанском и испанском) | Адм. центр           | Население, чел. (2005) | Площадь, км² | % от общего населения Балеарских островов | Плотность, чел./км² | Комарки                                                                 | Кол-во муниципалитетов |
| ----------------------------------------------------------------- | -------------------- | ---------------------- | ------------ | ----------------------------------------- | ------------------- | ----------------------------------------------------------------------- | ---------------------- |
| Мальорка (Mallorca/Mallorca)                                      | Пальма               | 777 821                | 3640,11      | 79,12                                     | 214,84              | Пальма, Пла-де-Мальорка, Сьерра-де-Трамонтана, Райгер, Миджорн, Льевант | 53                     |
| Ивиса (Eivissa/Ibiza)                                             | Ивиса                | 111 107                | 572,56       | 11,30                                     | 193,22              | —                                                                       | 5                      |
| Менорка (Menorca/Menorca)                                         | Маон                 | 86 697                 | 694,72       | 8,82                                      | 124,85              | —                                                                       | 8                      |
| Форментера (Formentera/Formentera)                                | Сан-Франсиско-Хавьер | 7506                   | 83,24        | 0,76                                      | 90,17               | —                                                                       | 1                      |

## Гастрономия

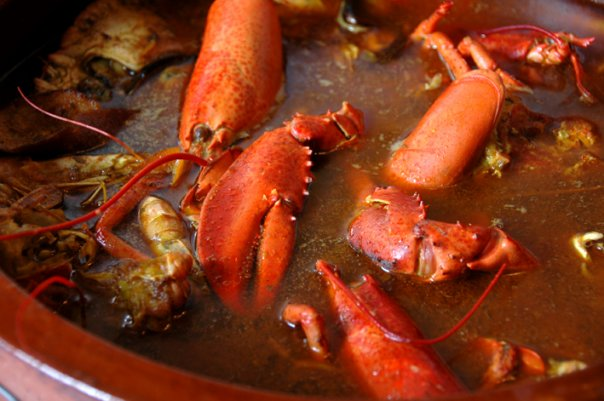
Блюдо из лобстера с Менорки.

Кухню островов можно отнести к более широкому каталонскому, испанскому или средиземноморскому типу кухни. В неё входит много мучных изделий, сыр, вино, свинина и морепродукты. Собрасада — местная колбаса из свинины. Тушёный лобстер с Менорки привлёк короля Хуана Карлоса I на острова. Майонез был создан в менорском городе Маон, в котором также изготавливается свой сыр. Местная выпечка: энсаймада, флао и кока.

## Спорт
Самый успешный футбольный клуб острова Мальорка из Пальмы-де-Мальорки. Основанный в 1916 году, это самый старый клуб на островах, который выиграл единственный раз Кубок Испании по футболу в 2003 году и занял второе место в Кубке обладателей кубков в 1999 году.